# Live in Japan (Enrico-Pieranunzi-Album)
Live in Japan ist ein Doppel-Album von Enrico Pieranunzi, Marc Johnson und Joey Baron. Die Aufnahmen des Trios, die am 18., 19., 23., 24. und 25. März 2004 an Veranstaltungsorten in Tokyo und Yokohama entstanden waren, erschienen am 22. Mai 2007 bei CAM Jazz.

## Hintergrund
Enrico Pieranunzi hatte – beginnend mit New Lands (1984) – im Trio mit Marc Johnson und Joey Baron verstärkt in den 2000er-Jahren eine Reihe von Alben eingespielt wie Play Morricone (2001), Current Conditions (2003),  Play Morricone 2 (2004) und Ballads (2006). Der im Frühjahr 2004 (kurz vor der Session für das Ballads-Album) während einer Konzerttournee durch Japan entstandene Mitschnitt präsentiert das Trio mit Eigenkompositionen des Pianisten, vier Stücken des Filmkomponisten Ennio Morricone und einem von Joey Baron („Broken Time“). Im November 2004 setzten Enrico Pieranunzi, Marc Johnson, Joey Baron ihre Kooperation mit dem Album As Never Before fort, bei dem außerdem Kenny Wheeler mitwirkte.

## Titelliste
- Enrico Pieranunzi, Marc Johnson, Joey Baron: Live in Japan (C.A.M. Jazz – CAM 5023)[3]

Disc 1
1. Aurora Giapponese – 1:50
2. Impronippo – 15:21
3. How Can You Not? – 7:51
4. If Only For a Time – 8:23
5. Mio Caro Dottor Gräsler – 8:22
6. Musashi – 4:24
7. Improleaves – 15:22

Disc 2
1. Winter Moon – 5:54
2. Broken Time – 7:52
3. Tokyo Reflections – 2:23
4. Nuovo Cinema Paradiso – 7:18
5. Ninfa Plebea – 7:52
6. When I Think of You – 9:12
7. Improminor – 11:08

## Rezeption
Ken Dryden verlieh dem Album in AllMusic 4½ (von fünf) Sterne und schrieb: „Drei packende erweiterte Trio-Improvisationen nach bekannten Maßstäben sind das Highlight dieser Sammlung, obwohl der köstliche Jazz-Walzer ‚How Can You Not?‘ des Pianisten und die launische Ballade ‚If Only for a Time‘ bleibende Eindrücke hinterlassen. Das Trio interpretiert auch vier Originale des bekannten italienischen Filmkomponisten Ennio Morricone, hervorgehoben durch die dramatische Interpretation von ‚Musashi‘, in der die Lyrik des Pianisten durch die sensible Begleitung von Johnson und Baron ergänzt wird. Der Geist von Bill Evans ist in Enrico Pieranunzis Spiel in dieser Sammlung oft präsent, obwohl er nie seine musikalische Persönlichkeit übernimmt. Sehr zu empfehlen.“
John Kelman vergab an das Album in All About Jazz die Höchstbewertung von fünf Sternen und schrieb, Pieranunzis impressionistische Romantik, die oft mit dem legendären Bill Evans verglichen worden sei, seine Vorliebe, sich neben seinem eigenen Schreiben auf Material italienischer Komponisten zu konzentrieren, habe seinem Werk oft eine unverwechselbare mediterrane Atmosphäre verliehen. Doch seine Zusammenarbeit mit dem Schlagzeuger Paul Motian bei den freieren, aber nicht weniger schönen Doorways (Cam Jazz, 2005) zeigte eine kantigere Spielhaltung, die ebenso Teil seines Gesamtansatzes sei und ebenso Bestandteil von Live in Japan ist wie sanfte Balladen. geradliniger Swing und unverwechselbare Lyrik. So sei fast die Hälfte dieser 100-minütigen Aufführung der freien Improvisation gewidmet, jedoch niemals ohne Fokus oder kollektive Absicht.
Kelman hebt die Bedeutung der Zusammenarbeit von Marc Johnson und Joey Baron hervor, die in den Jahren vor dieser Aufnahme mit Künstlern wie den Gitarristen John Abercrombie und den Pianisten John Taylor gearbeitet hatten sowie bei dem Album Shades of Jade des Bassisten (ECM, 2005) kooperiert hatten. Diese Rhythmusgruppe sei „mit der gleichen Ehrfurcht“ zu betrachten wie die von Scott LaFaro / Paul Motian um 1960 und Ron Carter / Tony Williams bei Miles Davis. „Unendlich flexibel und stets intuitiv, scheint ihre musikalische Reichweite keine Grenzen zu haben.“ Live in Japan sei eine energiegeladene, elegante und schwer fassbare Veröffentlichung, resümiert der Autor, „die Pieranunzi, Johnson und Baron in der oberen Ebene der Klaviertrios positioniert und mit Sicherheit als eine der besten Trio-Platten des Jahres 2007 gelten wird.“